# Tomocerus teres
Tomocerus teres är en urinsektsart som beskrevs av Christiansen 1965. Tomocerus teres ingår i släktet Tomocerus och familjen långhornshoppstjärtar. Inga underarter finns listade i Catalogue of Life.